# Tomás Garrido Canabal
Pour les articles homonymes, voir Canabal.
Tomás Garrido Canabal, né le 20 septembre 1891 à Playas de Catazajá, Chiapas et mort le 8 avril 1943 à Los Angeles, Californie, était un politicien mexicain et un activiste révolutionnaire et athée. Garrido Canabal a été dictateur et gouverneur de l'État de Tabasco de 1920 à 1924, puis de 1931 à 1934, et s'est particulièrement distinguée pour son anti-catholicisme. Au cours de son mandat, il persécute férocement l'Église dans son État, tuant de nombreux prêtes et laïcs et poussant les autres à la clandestinité.

## Biographie
Tomás Garrido Canabal est né dans l'hacienda Catazajá, dans la partie la plus septentrionale de l'état mexicain de Chiapas. Pendant la Révolution mexicaine, il a été entraîné dans la politique. Il est nommé gouverneur intérimaire de l'Etat de Tabasco pour un bref passage en 1919 (puis de l'État de Yucatán en mai et juin 1920) jusqu'en décembre 1920, Garrido redevient gouverneur provisoire de L'État deTabasco. De là, jusqu'en août 1935 (à l'exception d'une brève pause pendant la rébellion de la Huerta), il contrôlait l'État. Le gouvernement de Garrido; qui marquait l'apogée de l'anticléricalisme mexicain, était soutenu par le Parti Socialiste Radical de Tabasco (PRST) dont il était le chef.

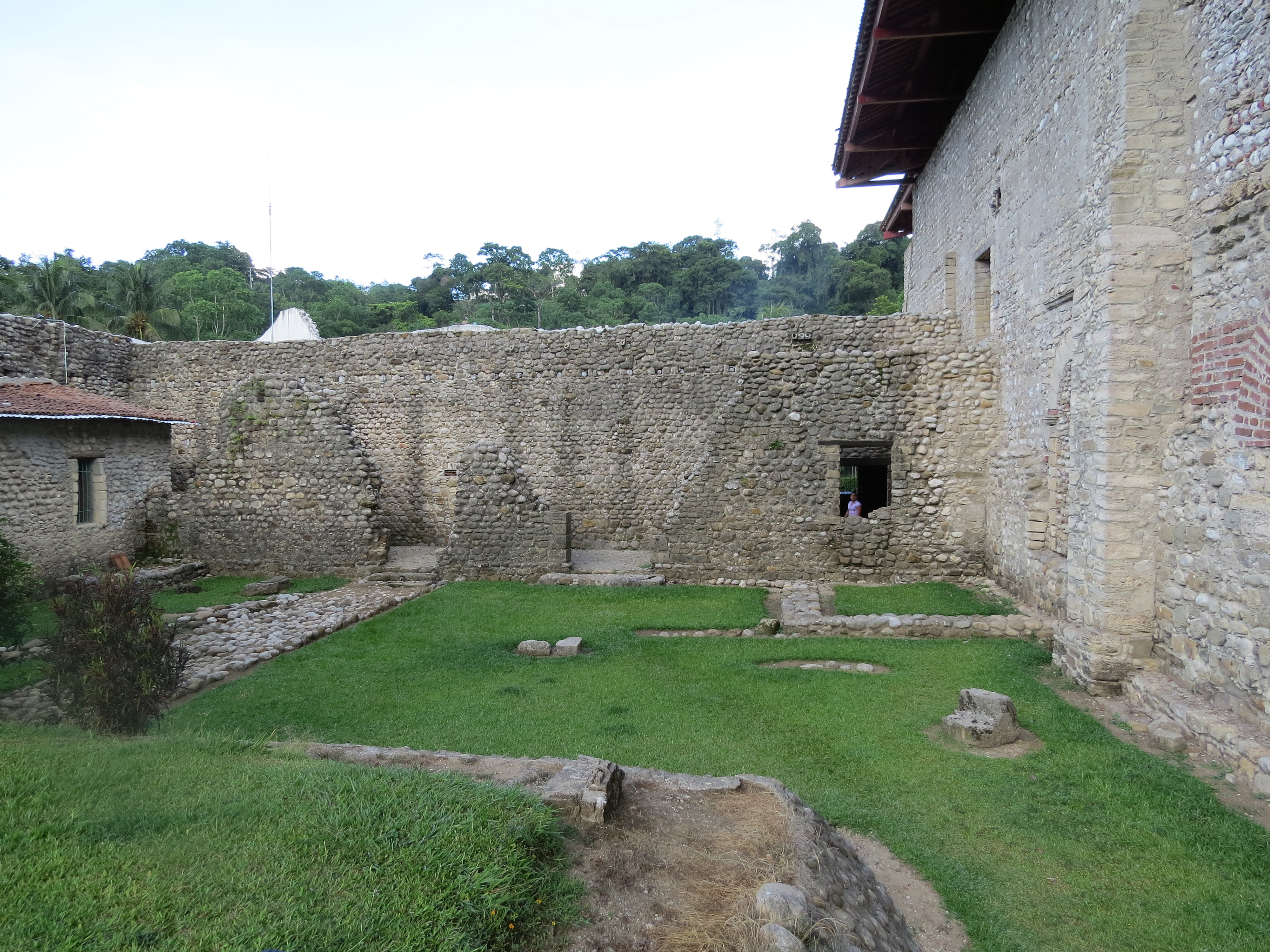
Ruines au Convento de Oxolotan, bombardé par ordre de Garrido Canabal.

Un personnage que l'on croyait basé sur Canabal, dans le roman La Puissance et la Gloire, a été appelé "athée et puritain" par Peter Godman. Canabal était un anticléricaliste fervent et anti-catholique, qui soutenait la guerre du président Plutarco Elias Calles contre les Cristeros, une rébellion populaire opposée à l'application des lois anticléricales. Il a fondé plusieurs organisations "qui terrorisaient les catholiques romains", notamment les "Camisas Rojas" ou "Chemises rouges", et par conséquent certains l'ont qualifié de  "fasciste",, mais il a nommé l'un de ses fils d'après Vladimir Lénine, marxiste et antifasciste, et se considérait lui-même comme un bolchevique marxiste,,,.
L'hymne de ses Redshirts était l'Internationale largement considéré comme l'hymne socialiste. Certains chercheurs ont soutenu que ses politiques autoritaires étaient plus proches des dictatures européennes de droite, bien qu'il ait souhaité transformer l'État traditionnellement conservateur de Tabasco en un modèle socialiste et s'est battu pour des causes socialistes,, et Tabasco a été qualifié de "tyrannie socialiste" par Martin C. Needler, doyen de l'École d'études internationales de l'Université du Pacifique en Californie. Il a également invité le premier congrès des étudiants socialistes à se réunir dans l'État de Tabasco et a créé une forme d'éducation socialiste qu'il a qualifié de "rationaliste",.
La ferveur extrémiste de Garrido Canabal se reflétait dans les noms de ses enfants : Lénine et Zoila Libertad. Il avait même une ferme avec un taureau nommé Dieu, un bœuf et un porc nommé Pape, une vache nommé d'après Marie et un âne nommé Christ. À Tabasco, des pièces satiriques ont également été organisées, avec par exemple "la parade d'un taureau étalon appelé 'l’évêque' ou un âne étiqueté 'le pape'".
Roberto Hinojosa, le militant bolivien, a décrit le Tabasco de Garrido comme "le Bethléem de l'aube socialiste en Amérique" et Garrido comme "académique et paysan, intellectuel et éleveur, guide et soldat du socialisme".
Parmi les réalisations administratives de Garrido Canabal, on peut citer la stimulation du développement social de l'État de Tabasco par le biais de politiques agricoles et sociales et son soutien à l'émancipation des femmes. En 1934, il introduisit le suffrage féminin au  Tabasco, faisant de lui le deuxième gouverneur après Felipe Carrilo Puerto de l'État de  Yucatán douze ans plus tôt. Au Mexique, le Tabasco de Garrido Canabal était l'un des nombreux "en compétition les uns avec les autres pour le titre 'Laboratoire de la Révolution'". Cependant, en tant que Gouverneur, il a également émis des décrets rigides contre les corsets et l'alcool et les pierres tombales interdites.
Lorsque Lázaro Cárdenas a été élu président en 1934, son premier cabinet a été choisi par son patron, Plutarco Elías Calles, le "Jefe Máximo" et le pouvoir derrière la présidence. Calles a nommé l'anticlérical Garrido Canabal comme secrétaire à l'Agriculture du cabinet de Lázaro Cárdenas. Garrido Canabal a apporté les chemises rouges à Mexico. Peu après l'arrivée au pouvoir de Cárdenas, il s'est retourné contre Garrido Canabal.
En 1935, après que Garrido Canabal a ordonné à ses chemises rouges de tuer des militants catholiques à Mexico cherchant à retourner au Tabasco, Cárdenas a forcé Garrido Canabal à se retirer et à s'exiler au Costa Rica[réf. obsolète].
Le licenciement de Garrido Canabal faisait partie de la manœuvre politique de Cárdenas contre Calles, qui s'attendait à rester au pouvoir derrière la présidence. Politiquement, l'élimination de Garrido Canabal et de Calles a permis à Cárdenas d'obtenir le soutien de l'Église catholique romaine au Mexique. Les groupes paramilitaires de Garrido Canabal ont été dissous par la suite. Il a été autorisé à retourner au Mexique en 1941 et est mort deux plus tard d'un cancer à Los Angeles, en Californie.

## Portrait littéraire
Le lieutenant dans La Puissance et la Gloire de Graham Greene est clairement basé sur Garrido Canabal,, bien que son nom ne soit jamais mentionné. Le protagoniste du roman est un "prêtre whisky" (également sans nom), thème souvent utilisé dans la propagande antireligieuse de Garrido Canabal.